# Parc indigène du Xingu
Le parc Indigène du Xingu (anciennement parc national du Xingu) se situe dans le nord-est de l'État du Mato Grosso, dans le sud de l'Amazonie brésilienne. Il fait 2 642 003 hectares.
À l'instigation des frères Villas-Bôas, la démarcation administrative du parc fut homologuée en 1961, avec une zone prise[réf. nécessaire] sur les municipalités de Canarana, Feliz Natal, Gaúcha do Norte, Nova Ubiratã, Marcelândia, Paranatinga, Querência, São Félix do Araguaia, São José do Xingu et União do Sul.

## Géographie

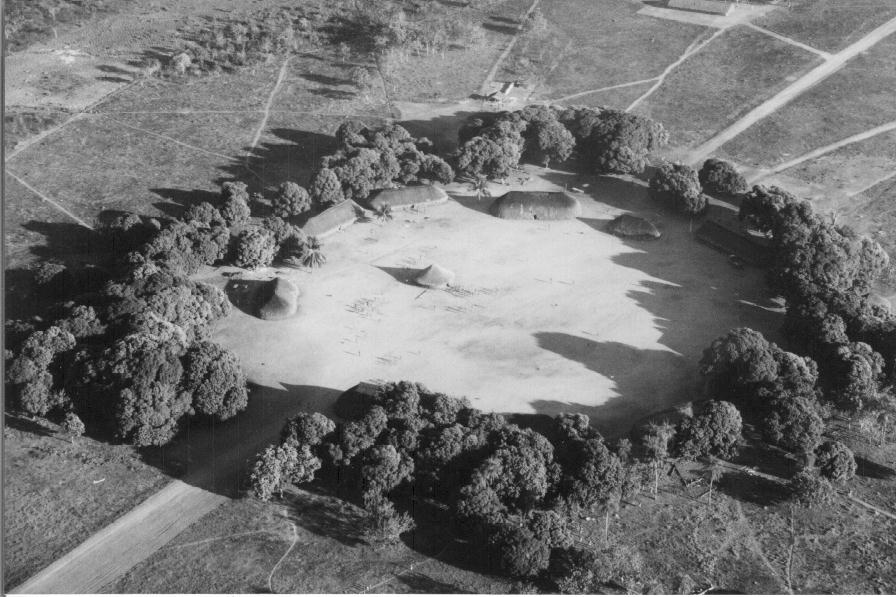
Parc indigène du Xingu

Il abrite une grande biodiversité dans une zone de transition écologique allant des savanes et de forêts sèches au Sud vers la forêt amazonienne au Nord. On y trouve des végétations de cerrado, de champs, de forêts inondables et de forêts de terres ferme. Le climat se divise entre une période de pluies - de novembre à avril - quand les cours d'eau entrent en crues et que le poisson se fait rare, et une saison sèche les autres mois, où se déroulent les grandes cérémonies inter-villageoises.
Dans la partie sud du parc se trouvent les bras formateurs du rio Xingu, qui compose un bassin drainé par les fleuves Von den Steinen, Jatobá, Ronuro, Batovi, Kurisevo et Culuene, ce dernier étant le principal affluent formateur du Xingu, en se joignant avec le Batovi-Ronuro.

## Population
Le parc indigène du Xingu regroupe 16 groupes ethniques, soit 4 043 indivídus en 2002 et 6 090 indivídus en 2016 : Aweti, Ikpeng, Kaiabi, Kalapalo, Kamaiurá, Kuikuros, Matipu, Mehinako, Nahukuá, Kisêdjê, Trumai, Wauja, Yawalapiti et Yudja.